# Belzoni (Mississippi)
Belzoni è una città (city) degli Stati Uniti d'America, capoluogo della contea di Humphreys, nello Stato del Mississippi.
Deve il suo nome all'archeologo ed esploratore italiano del XIX secolo Giovanni Battista Belzoni.
Vi sono nati il pianista blues Pinetop Perkins ed il pugile Ernie Terrell.